# 小行星17484
小行星17484（17484 Ganghofer）是一颗绕太阳运转的小行星，为主小行星带小行星。该小行星于1991年9月13日发现。

## 轨道参数
小行星17484的轨道半长轴为2.7004117 UA，离心率为0.171。